# ミラクルメイク勇司
『ミラクルメイク勇司』（ミラクルメイクゆうじ）は、雨宮淳による日本の漫画作品。

## 登場人物
坂崎勇司
主人公。特殊メイクの達人。
萩原さおり
メインヒロイン。城花専門学院・服飾デザイン科に通う。19歳。
西川光司
さおりのお見合い相手。
小林麻奈美
さおりの友人。
清水由希
さおりの友人。
萩原知美
さおりの母。
福池
専門学校教師。
大沢麗華
専門学校の服飾デザイン科教師。27歳。
スリーサイズはB120・W58・H99。ブラジャーから乳房の半分以上がはみ出す程の爆乳の持ち主。右乳房の内側上部に黒子がある。
勇司に好意を抱いており、特殊メイクを利用した悪戯を働いた勇司を自宅に連れ込み、童貞を奪おうとする。
小森玲子
声優。
高城アキラ
玲子の元彼。
美加子
貧乳なのを気にしている。
幸太郎
美加子の弟。
羽根石
風紀委員だが、盗撮をしていた男。

## 単行本
- 雨宮淳『ミラクルメイク勇司』 集英社〈ジャンプコミックス〉、全1巻
  1. 2001年6月9日発行、ISBN 4-08-873130-1